# Trebuchet MS
Trebuchet MS je font koji je dizajnirao Vincent Connare 1996. godine. Koristi se u operacijskim sustavima Microsoft Windows.

## Etimologija
Naziv je dobio po vrsti katapulta (fra. trébuchet).
Dizajner Vincent Connare bio je inspiriran nazivom nakon zagonetke koju je čuo u sjedištu Microsofta: "Can you make a trebuchet that could launch a person from main campus to the new consumer campus about a mile away? Mathematically, is it possible and how?" ("Možete li napraviti katapult koji bi mogao osobu "lansirati" iz glavnog kampusa u novi potrošački kampus udaljen oko kilometar? Je li to matematički moguće i kako?"). Connare je pomislio kako bi naziv Trebuchet MS bio odličan za font.

## Korist
Bio je font korišten za nazive prozorčića u glavnim temama sustava Windows XP. Postao je besplatan font u sklopu projekta Core fonts for the Web koji je bio zasnovan na osnivanju fontova za World Wide Web, te je danas jedan od najkorištenijih fontova za stvaranje mrežnih stranica.